# Ranna
La Ranna est une rivière allemande puis autrichienne, d'une longueur de 28 km, affluent en rive gauche du Danube.